# Kaymak

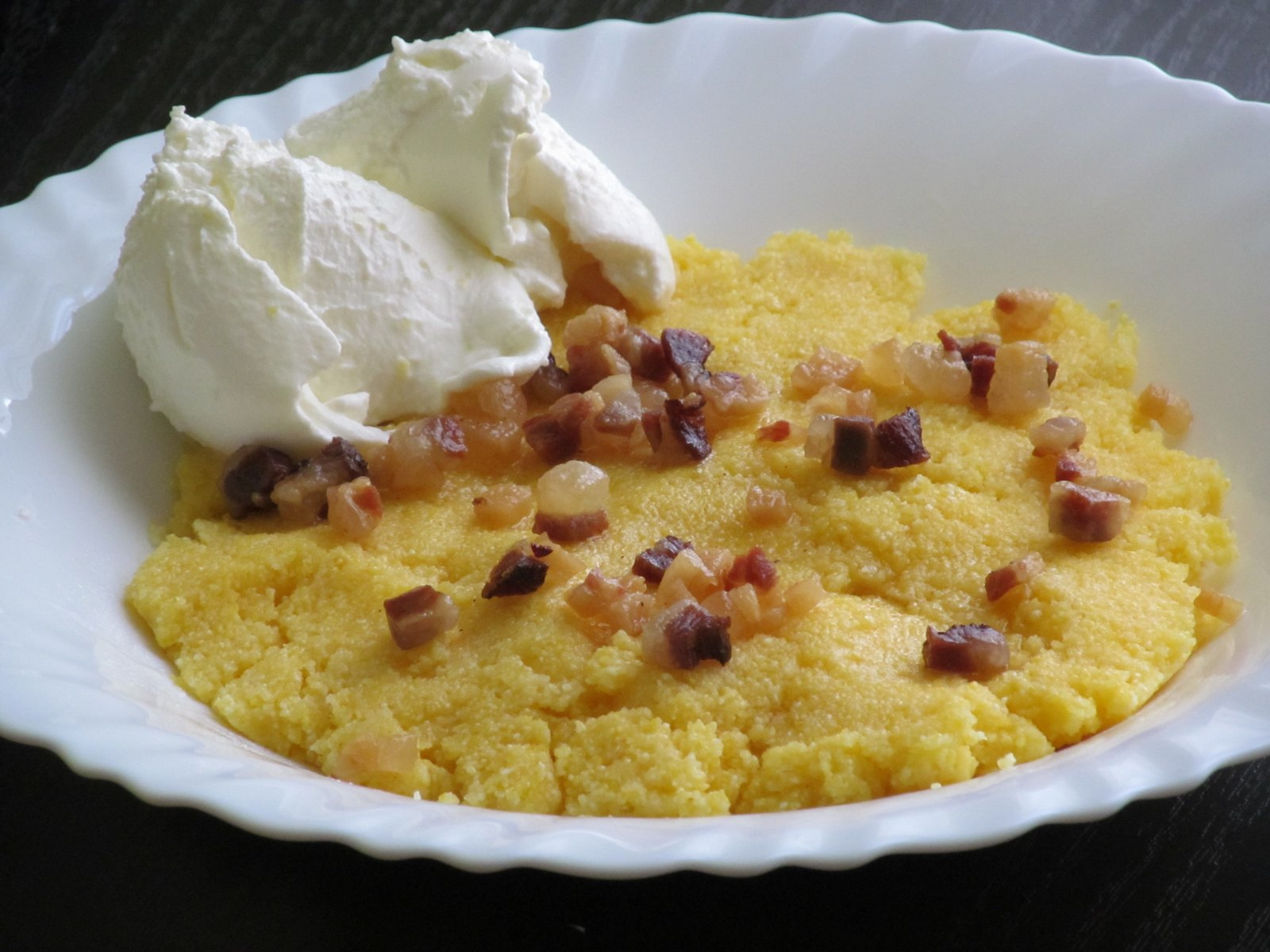
Un piatto di Cicvara, farina di mais e kajmak

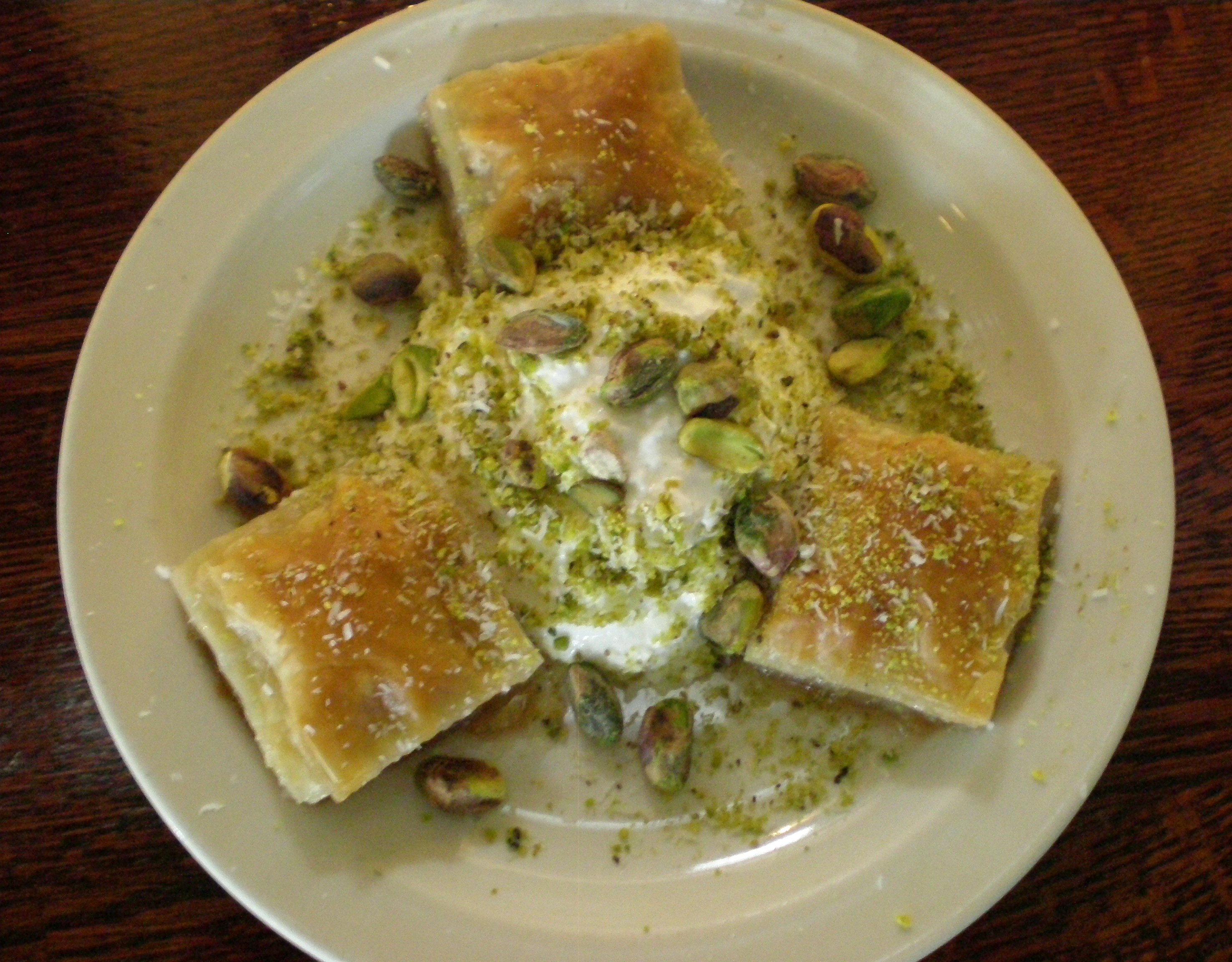
Baklava turchi serviti con kaymak e pistacchi

Il kaymak (kajmak nelle cucine balcaniche) è un prodotto lattiero-caseario cremoso turco, simile alla clotted cream inglese, popolare anche nella Penisola Balcanica, nel Medio Oriente, in Asia centrale, Iran, Pakistan, Afghanistan, Azerbaigian e India. È composto da latte di bufala d'acqua o di mucca.

## Descrizione e utilizzo
Il metodo tradizionale di produzione è quello di far bollire il latte lentamente, poi lasciarlo sobbollire per due ore a fuoco molto basso. Dopo che la fonte di calore è stata spenta, si screma la panna e si lascia raffreddare e fermentare leggermente per diverse ore o giorni. Il kaymak ha tipicamente una percentuale di grassi del latte del 60% circa. Ha una spessa consistenza cremosa (ma non del tutto compatta grazie alle fibre proteiche del latte) ed un gusto ricco.
Il kaymak viene largamente usato nella cucina turca nella preparazione e nella guarnizione di dolci (come il baklava ed il künefe) e di frutta intera glassata (come il fico o la mela cotogna). In Turchia, è venduto da un commerciante specializzato detto kaymakcı: nel suo negozio esso viene consumato anche semplicemente spalmato insieme a miele su fette di pane (turco: Bal kaymak).
Nelle cucine balcaniche, invece, il kaymak si usa principalmente come contorno per vari tipi di carne o salumi e anche altri piatti saporiti, come ingrediente per alcuni prodotti di pasticceria salati o dolci, ma anche solo con pane, allo stesso modo come il burro o certi formaggi. Si possono distinguere due tipi: fresco (più soffice e più dolce), e stagionato (più compatto), che spesso ha una sfumatura giallastra e sapore più forte. Comunque, il kaymak non può essere conservato per periodi molto lunghi.